# Carlina corymbosa
La  carlina raggio d'oro (nome scientifico Carlina corymbosa L., 1753)  è una pianta erbacea perenne appartenente alla famiglia delle Asteraceae.

## Etimologia
Il nome del genere (proposto nel XIV secolo dal botanico aretino Andrea Cesalpino) sembra derivare da Carlo Magno che si illuse di usarla come medicinale durante una pestilenza dei suoi soldati nei pressi di Roma (informazione avuta in visione da un angelo). In altri testi si fa l'ipotesi che il nome derivi dalla parola carduncolos (diminutivo di cardo = “cardina” o “piccolo cardo”) e in definitiva da Carlo V, questo in riferimento alla somiglianza con le piante del genere “Cardo” (Asteraceae). L'epiteto specifico (corymbosa) deriva dalla forma particolare della sua infiorescenza (appunto corimbosa).

Il binomio scientifico attualmente accettato (Carlina corymbosa) è stato proposto da Carl von Linné (Rashult, 23 maggio 1707 – Uppsala, 10 gennaio 1778) biologo e scrittore svedese, considerato il padre della moderna classificazione scientifica degli organismi viventi, nella pubblicazione Species Plantarum del 1753.

## Descrizione

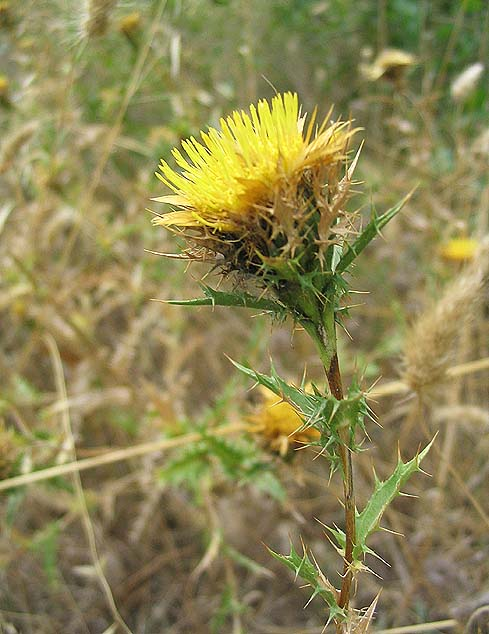
Il portamento

L'aspetto di questa pianta è erbaceo – cespitoso e spinoso. Può arrivare fino ad una altezza compresa tra 2 e 9 dm. La forma biologica della specie è emicriptofita scaposa ("H scap"), ossia sono piante a ciclo biologico bienne con gemme svernanti al livello del suolo e protette dalla lettiera o dalla neve; sono inoltre dotate di un asse fiorale eretto e spesso privo di foglie. Questa specie di “Carlina” è quasi glabra e comunque poco pelosa.

### Radici
Le radici sono secondarie da rizoma.

### Fusto
- Parte ipogea: la parte sotterranea è un rizoma ramoso, ingrossato e lignificato.
- Parte epigea: la parte aerea del fusto è ben sviluppata, tenace ed eretta con striature. La parte alta è ramosa – corimbosa, ma può essere anche monocefala. La base è poco fogliosa, quasi nuda.

### Foglie

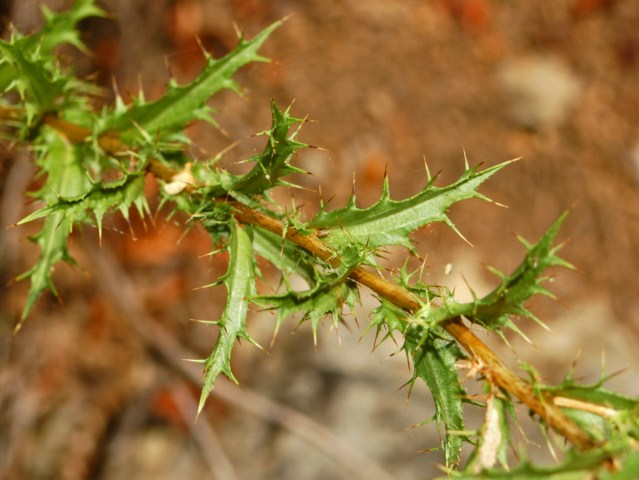
Le foglie

Le foglie in genere hanno una forma da ovato/triangolare a lanceolata; il margine è dentato come nei cardi; le spine terminali (che sono il proseguimento della nervatura centrale) sono piuttosto robuste. Le foglie possono dividersi in tre tipi:
- (1) quelle inferiori: sono più lanceolate e scompaiono all'infiorescenza;
- (2) quelle mediane: sono più triangolari (4 – 4,5 volte più lunghe che larghe); la lamina è profondamente pennato-partita con più o meno 5 copie di segmenti disposti in modo patente; l'area centrale indivisa è larga 3 – 5 mm; lunghezza delle foglie mediane: 6 – 9 cm; lunghezza della spina apicale: 10 – 20 mm; lunghezza delle spine laterali: 1 – 3 mm;
- (3) quelle superiori: hanno una disposizione arcuato-patente, mentre quelle sotto l'infiorescenza sono di tipo bratteale.

### Infiorescenza

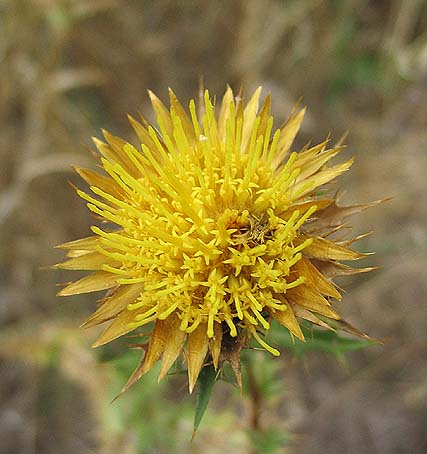
Il capolino

L'infiorescenza è composta da alcuni capolini terminali peduncolati e isolati. I capolini sono formati da un involucro cilindrico di squame circondato due tipi di brattee:
- (1) foglie involucrali esterne: la è forma lineare-lanceolata (sono lievemente ingrossate alla base); sono più lunghe delle squame interne; lunghezza delle foglie involucrali: 15 – 50 mm; lunghezza della spina apicale: 7 – 12 mm;
- (2) squame interne membranose: sono raggianti e larghe 2 – 3 mm e con funzione vessillare; sono colorate di giallo oro sopra e giallo o purpureo sotto (alla fine sono brune); la forma è lesiniforme-subspatolata; massima larghezza a circa 1/5 dall'apice; dimensioni delle squame: larghezza 2 mm; lunghezza 16 – 18 mm.

Il ricettacolo è ricoperto da pagliette avvolgenti la base dei fiori.  Diametro dei capolini: 1,5 – 2 cm (con le brattee arrivano a 4 cm).

### Fiore
I fiori sono tutti del tipo tubuloso (il tipo ligulato, i fiori del raggio, presente nella maggioranza delle Asteraceae,  qui è assente), sono inoltre ermafroditi, tetra-ciclici (con quattro verticilli: calice – corolla – androceo – gineceo) e pentameri (ossia sia il calice che la corolla sono composti da cinque elementi).
- Formula fiorale:

- /x K {\displaystyle \infty }, [C (5), A (5)], G 2 (infero), achenio

- Calice: i sepali del calice sono ridotti ad una coroncina di squame.
- Corolla: la corolla di colore giallo pallido, ha una forma cilindrica (o campanulata) e termina con 5 denti. Dimensioni: larghezza 0,8 mm; lunghezza 8 mm.
- Androceo: gli stami sono 5 con filamenti liberi; le antere caudate (con coda) sono saldate fra di loro e formano un manicotto circondante lo stilo.
- Gineceo: l'ovario è infero e uniloculare formato da 2 carpelli; lo stilo è unico con uno stimma terminale bifido e glabro (è presente solamente un ciuffo di peli all'apice dello stilo).
- Fioritura: da luglio a ottobre.

### Frutti
I frutti sono degli acheni di color ruggine, pubescenti con pappo piumoso biancastro.

## Biologia
- Impollinazione: l'impollinazione avviene tramite insetti quali farfalle (anche notturne) e api (impollinazione entomogama).
- Riproduzione: la fecondazione avviene fondamentalmente tramite l'impollinazione dei fiori (vedi sopra).
- Dispersione: i semi cadendo a terra (dopo essere stati trasportati per alcuni metri dal vento per merito del pappo – disseminazione anemocora) sono successivamente dispersi soprattutto da insetti tipo formiche (disseminazione mirmecoria).

## Distribuzione e habitat

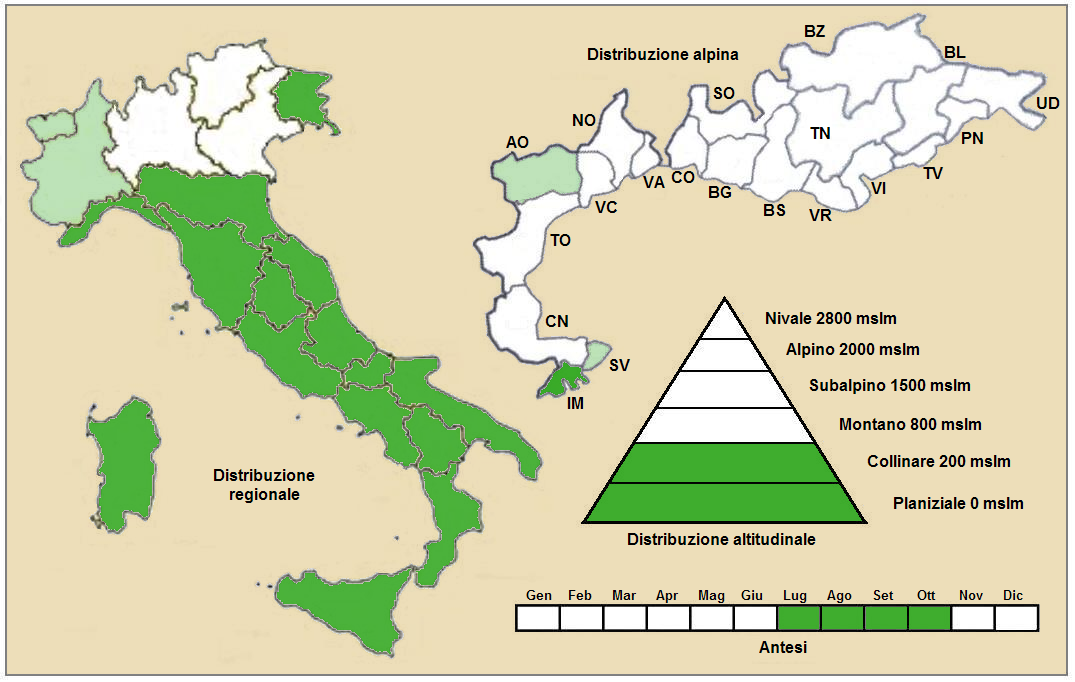
Distribuzione della pianta
(Distribuzione regionale – Distribuzione alpina)

- Geoelemento: il tipo corologico (area di origine) è "Euri - Mediterraneo"
- Distribuzione: in Italia è presente soprattutto al centro e al sud (nelle Alpi forse è presente in Val d'Aosta oltre nelle Alpi Liguri); oltreconfine (sempre nelle Alpi) si trova in Francia (dipartimenti di Alpes-de-Haute-Provence, Hautes-Alpes, Alpes-Maritimes, Drôme e Isère); sugli altri rilievi europei è presente Massiccio Centrale, Pirenei, e Monti Balcani.[14]
- Habitat: l'habitat tipico per queste piante sono i prati aridi e sassosi; ma si può trovare anche nei campi, nelle culture, vigne, oliveti, ambienti ruderali, scarpate, aree abbandonate, praterie rase, prati e pascoli del piano collinare, garighe e macchie basse. Il substrato preferito è calcareo con pH basico, bassi valori nutrizionali del terreno che deve essere arido.
- Distribuzione altitudinale: sui rilievi queste piante si possono trovare fino a 1200 m s.l.m.; frequentano quindi il piano vegetazionale collinare  (oltre a quello planiziale – a livello del mare).

### Fitosociologia

#### Areale alpino
Dal punto di vista fitosociologico alpino Carlina corymbosa appartiene alla seguente comunità vegetale:
Formazione: delle comunità pioniere a terofite e succulente
Classe: Thero-Brachypodietea
Ordine: Thero-Brachypodietalia

#### Areale italiano
Per l'areale completo italiano Carlina corymbosa appartiene alla seguente comunità vegetale:
Macrotipologia: vegetazione erbacea sinantropica, ruderale e megaforbieti
Classe: Artemisietea vulgaris Lohmeyer, Preising & Tüxen ex Von Rochow, 1951
Ordine: Brachypodio ramosi-Dactyletalia hispanicae Biondi, Filigheddu & Farris, 2001
Alleanza: Thero-Brachypodion ramosi Br.-Bl., 1925
Descrizione. L'alleanza Thero-Brachypodion ramosi è relativa alle comunità perenni, xerofitiche che si sviluppano in climi aridi e sottili spessore del suolo; in particolare si sviluppano nelle radure delle comunità arbustive, delle garighe o di praterie più mature. La distribuzione delle specie di questa alleanza è soprattutto nei territori del Mediterraneo occidentale (Penisola Iberica, Francia meridionale, Italia meridionale, Sicilia, Sardegna, Malta, Grecia, Creta e Tunisia). Questa cenosi si appoggia su differenti tipi di substrato, principalmente in habitat rocciosi, con substrati incoerenti. I piani bioclimatici interessati sono: da quello termomediterraneo a quello supramediterraneo.
Specie presenti nell'associazione: Dactylis hispanica, Asphodelus ramosus, Anthyllis vulneraria, Carlina corymbosa, Sedum sediforme, Reichardia picroides, Phlomis lychnitis e Avenula bromoides.
Altre comunità vagetali per questa specie sono:
- Ptilostemono casabonae-Euphorbion cupanii
- Brachypodion phoenicoidis
- Hyparrhenion hirtae
- Hyparrhenenion hirtae

## Tassonomia
La famiglia di appartenenza di questa voce (Asteraceae o Compositae, nomen conservandum) probabilmente originaria del Sud America, è la più numerosa del mondo vegetale, comprende oltre 23.000 specie distribuite su 1.535 generi, oppure 22.750 specie e 1.530 generi secondo altre fonti (una delle checklist più aggiornata elenca fino a 1.679 generi). La famiglia attualmente (2021) è divisa in 16 sottofamiglie.
La tribù Cardueae (della sottofamiglia Carduoideae) a sua volta è suddivisa in 12 sottotribù (la sottotribù Carlininae è una di queste).

### Filogenesi
Su questa sottotribù non sono state fatte finora delle specifiche analisi filogenetiche sul DNA, ma solo ristrette ricostruzioni su alcune specie. La sottotribù sembra aver avuto un'origine africana in quanto Carlininae è probabilmente il gruppo basale della tribù Cardueae e formano un “gruppo fratello” con altre due sottotribù (Oldenburgieae e Tarchonantheae entrambe della sottofamiglia Tarchonanthoideae) che in base alle ultime ricerche risultano di origine africana (altre precedenti ipotesi di origine di questo gruppo, come specie endemiche insulari di Creta e della Macaronesia, sono da eliminare).
Il genere Carlina L. contiene circa 30 specie distribuite soprattutto nell'emisfero boreale, di cui una decina sono proprie della flora italiana, con habitat in preferenza situati in zone temperate.
Il numero cromosomico di C. corymbosa è: 2n =18, 20.

### Variabilità
Per questa specie è riconosciuta la varietà:
*Carlina corymbosa var. graeciformis Meusel & Kästner, 1994: i capolini sono molto allungati (12 - 18 mm) e superano le foglie involucrali (forse presente in Italia).
Sandro Pignatti nella "Flora d'Italia" (Edizione 2a del 2018) segnala la var. lobeliana (Tausch) Meusel & Kästner: le spine delle foglie sono più sottili e le brattee esterne sono più brevi.

### Sinonimi
Questa entità ha avuto nel tempo diverse nomenclature. L'elenco seguente indica alcuni tra i sinonimi più frequenti:
- Carlina balearica Sennen
- Carlina corymbosa f. macrocephala  Pamp.
- Carlina corymbosa f. robusta  Pamp.
- Carlina corymbosa var. sphaerocephala  Arcang.
- Carlina corymbosa f. vestita  Pamp.
- Carlina racemosa Gouan, 1773
- Carlina radiata Viviani, 1824
- Carlina thracica Velen.
- Mitina corymbosa  Cass.

### Specie simili

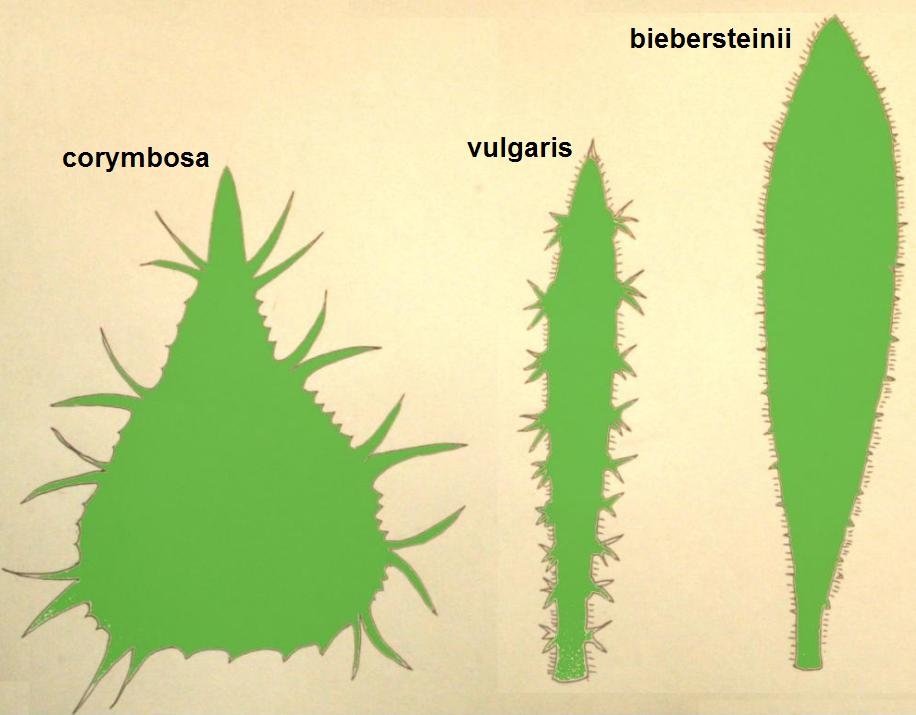
Foglie basali di C. corymbosa, C. vulgaris e C. biebersteinii

Le “carline” abbastanza simili e quindi confondibili possono essere distinte tra l'altro dalla forma delle foglie. Il disegno a lato mostra le varie forme delle foglie.

## Altre notizie
La Carlina corimbosa in altre lingue viene chiamata nei seguenti modi:
- (DE)  Doldige Golddistel
- (FR)  Carline en corymbe